# مفترسات
المفترسات أو الكريدونتات هي رتبة منقرضة من الثدييات عاشت بين عصري الباليوسين والميوسين. كانت المفترسات مجموعةً بارزةً من الثدييات آكلات اللحوم، حيث عاشت قبل 55 إلى 35 مليون سنة في براري أفريقيا وأوراسيا وأمريكا الشمالية، وكانت الضواري المهيمنة على برية أفريقيا خلال عصر الأوليجوسين. وقد تكاملت المتفرسات مع متوسطات المخالب والإنتيلودونات، ثمَّ صمدت بعد انقراضهما في بداية عصر الأوليجوسين ومنتصف الميوسين على التوالي، إلا أنها خسرت الهيمنة في تلك الحقب، حيث انتقلت إلى آكلات اللحوم الأخرى من الثدييات. انقرض آخر جنسٍ من المفترسات قبل ثمانية ملايين سنة خلال عصر الميوسين، وباتت اللواحم الحديثة تشغل مكانها اليوم.